# 斷紋球背象鼻蟲
斷紋球背象鼻蟲（学名：Pachyrhynchus yamianus）为象鼻蟲科球背象鼻蟲屬下的一个种。